# Barbara Britton
Barbara Britton (ur. 26 września 1919 w Long Beach, zm. 17 stycznia 1980 w Nowym Jorku) – amerykańska aktorka filmowa i telewizyjna.

## Filmografia
seriale
- 1946: Lights Out
- 1950: Pulitzer Prize Playhouse
- 1952: Mr. & Mrs. North jako Pamela North
- 1968: Tylko jedno życie jako Fran Craig Gordon

film
- 1941: Secrets of the Wasteland jako Jennifer Kendall
- 1943: Bohaterki Pacyfiku jako porucznik Rosemary Larson
- 1945: Captain Kidd jako Lady Anne Dunstan
- 1947: Rewolwerowcy jako Bess Banner
- 1949: Zabiłem Jessego Jamesa jako Cynthy Waters
- 1949: Cover Up jako Anita Weatherby
- 1952: Ride the Man Down jako Lottie Priest
- 1952: Bwana Devil jako Alice Hayward
- 1955: Ain't Misbehavin' jako Pat Beaton

## Wyróżnienia
Posiada swoją gwiazdę na Hollywoodzkiej Alei Gwiazd.